# Isabella Acres
Isabella Acres (Atlanta, 21 febbraio 2001) è un'attrice statunitense, nota maggiormente per il ruolo di Rose nella serie televisiva Better Off Ted - Scientificamente pazzi e per quello di Mirabelle Harris nella serie The Kicks.

## Filmografia

### Cinema
- Air Buddies - Cuccioli alla riscossa (Air Buddies), regia di Robert Vince (2006)
- Free Willy - La grande fuga (Free Willy: Escape from Pirate's Cove), regia di Will Geiger (2010)
- The Future, regia di Miranda July (2011)
- Oltre il male (At the Devil's Door), regia di Nicholas McCarthy (2014)
- Hello, My Name Is Doris, regia di Michael Showalter (2015)
- Girl Flu., regia di Dorie Barton (2016)

### Televisione
- Detective Monk – serie TV, episodio 6x10 (2007)
- The Mentalist – serie TV, episodio 1x05 (2008)
- Hannah Montana – serie TV, episodio 3x05 (2008)
- Better Off Ted - Scientificamente pazzi (Better Off Ted) – serie TV, 14 episodi (2009-2010)
- Desperate Housewives – serie TV, 3 episodi (2011)
- The Middle – serie TV, episodio 2x14 (2011)
- The Event – serie TV, episodio 1x21 (2011)
- Touch – serie TV, 4 episodi (2013)
- The Spoils of Babylon – miniserie TV (2014)
- The Kicks – serie TV, 10 episodi (2015-2016)
- Station 19 – serie TV, episodio 2x06 (2018)
- Into the Dark – serie TV, episodio 1x04 (2018)

### Doppiatrice
- Phineas e Ferb (Phineas and Ferb) – serie animata, 5 episodi (2009-2015)
- Scooby-Doo! Mystery Incorporated – serie animata, 3 episodi (2010-2012)
- Adventure Time – serie animata, 4 episodi (2011)
- Scooby-Doo e il palcoscenico stregato (Scooby-Doo! Stage Fright), regia di Victor Cook (2013)
- Sofia la principessa (Sofia the First) – serie animata, 14 episodi (2013-2018)

## Doppiatrici italiane
Nelle versioni in italiano delle opere in cui ha recitato, Isabella Acres è stata doppiata da:
- Veronica Benassi in The Kicks
- Veronica Puccio in Hello, My Name Is Doris
- Margherita De Risi in Station 19
- Allegra Giarola in Girl Flu